# Yves Gomy

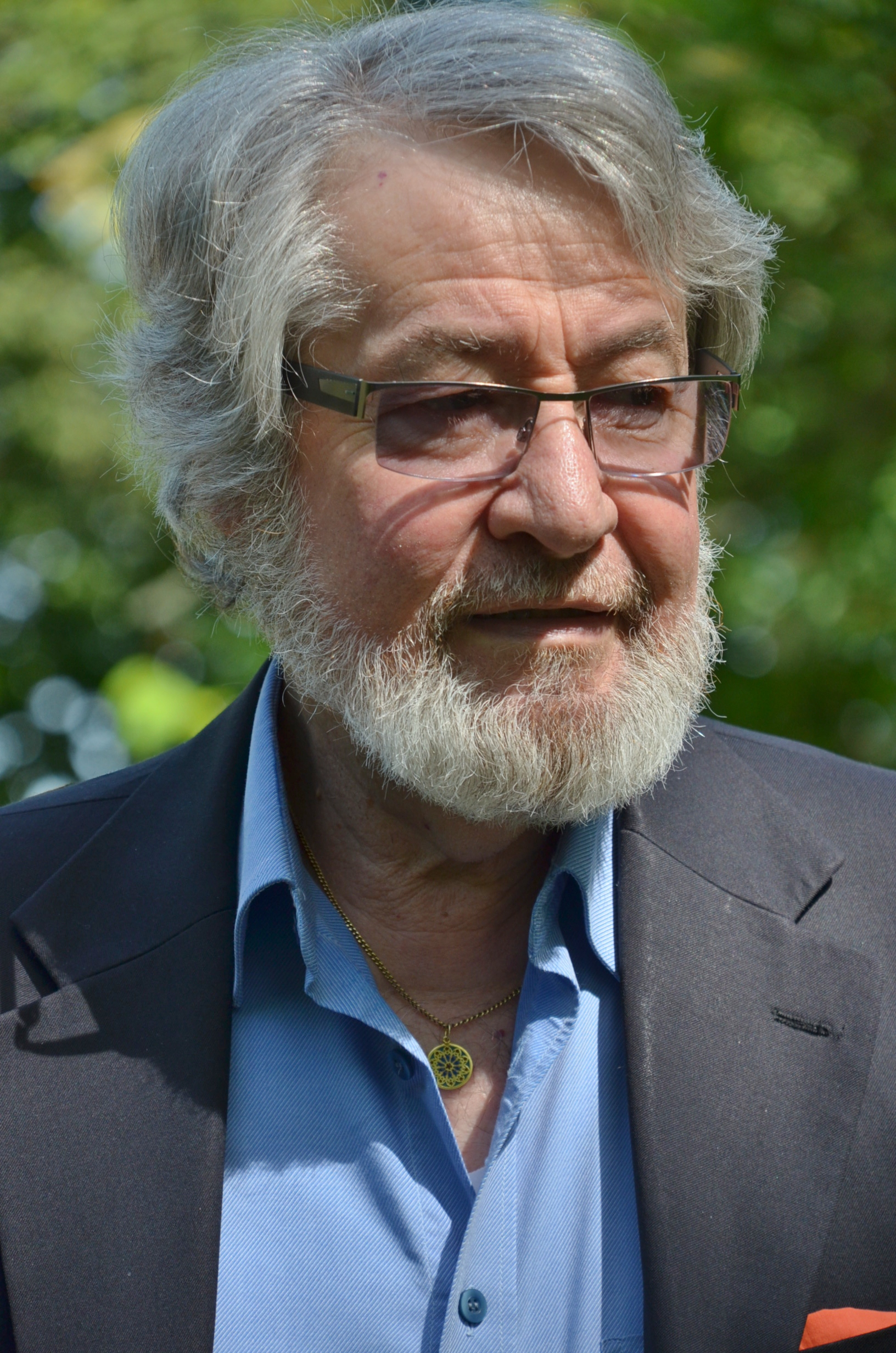
Yves Gomy im Jahr 2014

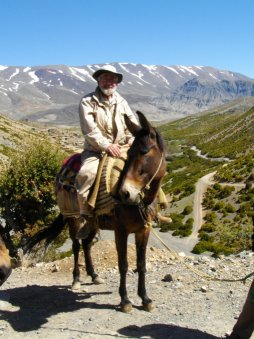
Yves Gomy während einer Expedition in Tamjilt, Marokko im Mai 2009

Yves Jean Pierre Gomy (* 2. Juli 1942 in Paris) ist ein französischer Koleopterologe und Pädagoge. Sein Forschungsschwerpunkt ist die Familie der Stutzkäfer (Histeridae). Neben seiner Forschungstätigkeit und zahlreichen entomologischen Schriften veröffentlichte er fünf Gedichtbände, die von seiner Frau, der Vergänglichkeit der Zeit und seinem Aufenthalt auf den Inseln des westlichen Indischen Ozeans, den Maskarenen, Madagaskar und den Komoren, handeln.

## Leben
Gomy war das älteste von vier Kindern. Er wuchs in einem Pariser Vorort auf und besuchte die Elementarschulen in Créteil und Fontenay-sous-Bois sowie die Sekundarschulen in Vincennes, Saint-Maur-des-Fossés (Lycée d’Arsonval) und in Paris. Bereits in seiner frühen Kindheit interessierte er sich für Insekten, woraus sich im Alter von 12 Jahren eine Leidenschaft entwickelte. 1961 erwarb er am Lycée Turgot in Paris das Baccalauréat in Philosophie und trat im selben Jahr in die Ecole Normale Primaire d’Auteuil in Paris ein. Im April 1962 heiratete er in Fontenay-sous-Bois Colette Cordou, mit der er zwei Söhne hatte. Von 1964 bis 1966 war er als Militärfreiwilliger bei der Technischen Hilfe (VAT) und als Lehrer auf Réunion tätig. Parallel dazu absolvierte er ein Hochschulstudium in Saint-Denis (zu dieser Zeit Université de Provence Aix-Marseille I), wo er 1969 das Diplôme Universitaire d’Etudes Littéraires (DUEL) erlangte. 1970 erwarb er das Lizenziat und 1975 einen Master-Abschluss in Zoogeographie an der Université Paul-Valéry Montpellier III.
Nach seinem Lehramtsabschluss an der Ecole Normale Primaire d’Auteuil im Jahr 1962 arbeitete er ab Oktober 1964 zwei Jahre lang in der Normandie, wo er parallel eine Lehrtätigkeit in Saint-Ouen-du-Breuil und in Rosay ausübte. Anschließend arbeitete er in Saint-Gilles-les-Bains auf der Insel Réunion. Nach seiner Ernennung zum Sekundarschullehrer im Jahr 1970 arbeitete er nacheinander in Salazie und Sainte-Marie auf Réunion. Im August 1973 kehrte er nach Frankreich zurück, wo er am Collège de Riez-la-Romaine, am Collège Vincent-d’Indy und an Collège Germaine-Tillion unterrichtete. 1989 wurde Gomy in Geschichte und Geographie zertifiziert, setzte seine Laufbahn bis 1996 am College Vincent-d’Indy fort und beendete sie am Collège Anatole-France in Sartilly, in der Nähe von Granville (Département Manche). Am 1. August 2002 ging er in den Ruhestand.

## Forschung
Im Alter von 16 Jahren spezialisierte sich Gomy auf das systematische Studium einer kleinen Käferfamilie, der Stutzkäfer. Seine Professoren Albert de Cooman und Jean Thérond sowie seine Kontakte zu Renaud Paulian ermöglichten es ihm, seine Kenntnisse zu vertiefen, indem er insbesondere die Microhisteridae der Humusbiotope weltweit sowie die Inselpopulationen studierte. Im November 1960 wurde er Mitglied der Société entomologique de France (SEF), wo er von 2006 bis 2007 als deren Präsident fungierte. In dieser Funktion organisierte er ein Kolloquium mit dem Thema Aller à l’espèce en Entomologie, illusion ou nécessité? (In der Entomologie auf die Art eingehen – Illusion oder Notwendigkeit?), das am 23. und 24. November 2007 im Auditorium der Grande galerie de l’Évolution des Muséum national d’histoire naturelle in Paris stattfand und von 82 Teilnehmern besucht wurde. Der Bericht über dieses Kolloquium wurde in den «Mémoires» der Société entomologique de France veröffentlicht. Gomys Stutzkäfer-Sammlung wird in der Zoologischen Staatssammlung München (ZSM) aufbewahrt.
Von Oktober 1964 bis August 1973 hatte Gomy Forschungsaufenthalte auf Réunion, während er unter der Leitung von Renaud Paulian an einer Studie (RCP 225/CNRS) über die Berg-Ökosysteme der Region Madagaskar des Centre national de la recherche scientifique teilnahm. Im Oktober 1972 arbeitete er mit dem Vulkanologen Haroun Tazieff zusammen.
Im Januar/Februar 1966, 1970 sowie 1971 hatte Gomy Studienaufenthalte auf Mauritius, wo er mit Jean Vinson (1906–1966) und Joseph Raymond Mamet zusammenarbeitete. 
Drei Studienreisen führten ihn nach Madagaskar. Von Januar bis Februar 1967 bereiste er den Osten und das Zentrum der Insel, von Januar bis Februar 1968 war er im Nordosten, im Norden und Nordwesten unterwegs, wo er mit Jean Vadon (1904–1970) zusammenarbeitete. Im Juli und August 1969 hielt sich Gomy im Süden Madagaskars auf.
Kurze entomologische Zwischenstopps während einer Rückkehr nach Frankreich im Juli und August 1968 an Bord des Passagierschiffes Pierre Loti der Reederei Messageries Maritimes hatte Gomy in Le Port (Pointe-des-Galets), Toamasina, Mahajanga, Mutsamudu, Durban, Kapstadt, Dakar und Marseille.
Von August bis September 1969 besuchte Gomy die Komoreninseln Mayotte, Mohéli, Anjouan und Grande Comore. Im Mai 1972 führte ihn eine Dienstreise auf die Insel Rodrigues.
Weitere Expeditionen hatte Gomy in Marokko, wo er den Mittleren Atlas, die Region Oriental, die Oase Tafilalet sowie die Westküste bis El Ouatia besuchte. Seine Aufenthalte dauerten vom 20. April bis 20. Mai 2009, vom 26. März bis 25. April 2010 und vom 28. April bis 27. Mai 2012, wobei er im Rahmen von Vereinbarungen zwischen dem Muséum de Lyon und den Universitäten Fès und Oujda von Harold Labrique, Abdellatif Janati Idrissi und Guy Chavanon begleitet wurde. 
Im Februar 2012 nahm Gomy an einem Treffen von Spezialisten rund um das Projekt zur Revision der Tribus Exosternini (Coleoptera, Histeridae) im Natural History Museum in Santa Barbara, Kalifornien, teil.
Das zwischen 1964 und 1973 gesammelte entomologische Material (ca. 25.000 Käfer) war Gegenstand zahlreicher Notizen, Studien und Dissertationen, die die Kenntnis über die Käferfauna der Maskarenen und anderer Inseln im westlichen Indischen Ozean erheblich erweitert haben.
Zwischen 1965 und 2020 beschrieb Gomy (allein oder in Zusammenarbeit) 23 Gattungen, 5 Untergattungen sowie 255 Arten von Stützkäfern.

## Dedikationsnamen und Ehrungen
Nach Gomy sind 93 Arten (z. B. Stenommatus gomyi, Hyalochilus gomyi, Degallierister yvesi und Plesiofornax yvesgomyi), drei Unterarten und sechs Gattungen (Gomya, Gomyia, Gomyaccudus, Gomyopsis, Gomyella und Gomyoscelis) benannt. 1987 erhielt er den Prix Émile-Biliotti des Office pour les insectes et leur environnement (OPIE) gemeinsam mit seiner Frau Colette Cordou Gomy für die auf Réunion geleistete entomologische Öffentlichkeitsarbeit sowie die Veröffentlichung von drei Hörbüchern für Kinder durch Colette Gomy. 2001 erhielt er das Ritterkreuz des Ordre des Palmes Académiques. 2017 erhielt er den Prix du livre scientifique beim 19. Salon international du livre insulaire de l'île d'Ouessant sowie den Prix Henri-Gadeau-de-Kerville der Société entomologique de France (SEF) für das Buch Les Coléoptères de l'île de La Réunion. 2018 erhielt er den Prix Guy Colas von ACOREP-France sowie den Prix Maurice et Thérèse Pic der Société entomologique de France für Les Coccinelles de La Réunion.

## Schriften
- Chrysalide, 1974
- Le Cri, 1978
- Des mots dés, 1986
- La Déchirure, 1987
- Nouvelle revue d’entomologie tome 4 N°2 Albert de Cooman (1880–1967) ou le double apostoloat, 1987
- Nouvelle revue d’entomologie tome 4 N°3 Jean Therond (1899–1987) ou la fin d’une Ambassade, 1987
- Nouvelle revue d’entomologie tome 11 N°2 Gunnar Dahlgren (1913–1992) ou la discrétion et l’efficacité, 1994
- Nouvelle revue d’entomologie tome 12 N°1 Victor Auzat (1865–1939) ou l’oeuvre inachevée, 1995
- Nouvelle revue d’entomologie tome 15 N°2 Henry Desbordes (1856–1940) ou la dignité des convenances, 1998
- Nouvelle liste chorologique des Coléoptères de l’archipel des Mascareignes Société réunionnaise des Amis du Muséum. Saint-Denis de La Réunion, 2000 (mit einer aktualisierten Liste im Jahr 2018)
- (mit Remy Lemagnen und Jacques Poussereau): Les Coléoptères de l’île de La Réunion. Éditions ORPHIE, 2017
- Les Coccinelles de La Réunion. Editions ORPHIE, 2018
- Solstice d'hiver, 2020